# Ранцанц, Арнольд Александрович
Ранцанц Арнольд Александрович (3 февраля 1945, Тинской, Красноярский край — 23 июня 2015) — советский и белорусский артист оперетты, певец (баритон). Заслуженный артист Украинской ССР (1978), Заслуженный артист Беларуси (2000).

## Биография
Родился 3 февраля 1945 года в посёлке Тинской Краснаярского края.
В 1968 году окончил Ташкентский театрально-художественный институт. Член Белорусского союза театральных деятелей с 1969 года.
Работал в Красноярском театре музыкальной комедии, Кировском драматическом театре, Криворожском театре драмы и музыкальной комедии.
С 1979 года — артист Белорусского государственного музыкального театра.
Умер 23 июня 2015 года.

## Творчество
Исполнитель различных характерных ролей, в основном комедийных. Отличался аккуратностью, артистизмом, лёгкостью сценического поведения, эмоциональностью. Сыграл более 100 ролей.
Сыгранные роли и партии:
- Яшка-пулемётчик («Свадьба в Малиновке» Б. Александрова);
- Федот («Бабский бунт» Ю. Птичкина);
- Кутузов («Дзианис Давыдов» А. Мдивани);
- Негаш, барон Зета («Весёлая вдова» Ф. Легара);
- Франк, сенатор Деляква («Летучая мышь», «Ночь в Венеции» И. Штраус);
- Альфред Дулиттл («Моя прекрасная дама» Ф. Лоу);
- Фама («Вольный ветер» И. Дунаевского);
- Мендель Крик («Бинджунк и король» А. Журбина);
- Граф Кутайсов («Служанка» М. Стрельниковой);
- Граф Боргезе («Шляпа Наполеона» О. Штрауса);
- Зупан («Цыганский барон» И. Штрауса);
- Иван Присыпкин («Жук» У. Дашкевич);
- Лорд Баллингброк («Стакан воды» У. Кондрусевича);
- Пеликан («Принцесса цирка» И. Кальмана) и другие.

## Награды
- Заслуженный артист Украинской ССР (1978);
- Заслуженный артист Беларуси (2000);
- Премия имени Л. Александровской (1994);
- Почётная грамота Министерства культуры УССР[1].